# ليباز البروتين الشحمي
ليباز البْرُوتينِ الشَّحْمِيّ أو ليباز الليبوبروتين أو ليبوبروتين ليباز (بالإنجليزية: Lipoprotein lipase)‏ اختصارا ( LPL) رقمه الكيميائي (EC 3.1.1.34).
وهو انزيم عضو في عائلة الليباز ، والتي تضم بنكرياس الليباز ، الليباز الكبدي ، و ليباز البطانة الذي يفرز في البطانة الغشائية. ويعتبر انزيم يذوب في الماء الهيدروليز للدهون الثلاثية في البروتينات الدهنية، مثل تلك التي توجد في الكيلومكرونات و البروتينات الدهنية منخفضة الكثافة (VLDL).

## الموقع
ويتواجد هذا الانزيم في الخلايا الدهنية . والبدناء لديهم عدد الخلايا الدهنية أكبر وبالتالي نشاط أكبر للأنزيم.وبالتالي فإن الزيادات المتواضعة في استهلاك الطاقة يكون لها تأثير أكثر عمقا على الأفراد الذين يعانون من السمنة المفرطة.

## الوظيفة
الأنزيم المحلل للدهون – ليبوبروتين ليباز ( LPL) يحفز تخزين الدهون , حيث يلعب إنزيم ليبوبروتين ليباز دور أساسي في تحطيم ثلاثيات الغليسريدات التي تحضر في الكيلومكرونات وجزيئات البروتينات الشحمية ذات الكثافة المنخفضة جداً، بحيث تطلق أحماضها الدهنية للدخول إلى خلايا النسيج. ويشارك أيضا في تعزيز امتصاص الخلوية من مخلفات الكيلومكرونات، للبروتينات الدهنية الغنية بالكوليسترول، والأحماض الدهنية الحرة. LPL requires ApoC-II as a cofactor. ليبوبروتين ليباز يتطلب في نشاطه APOC-II بمثابة عامل مساعد.